# Whole Lotta Shakin' Goin' On
Whole Lotta Shakin' Goin' On (indicata anche come Whole Lot of Shakin' Going On) è un brano musicale composto da Dave "Curlee" Williams e James Faye "Roy" Hall. La canzone venne incisa inizialmente da Big Maybelle nel 1955, anche se la versione più conosciuta è quella di Jerry Lee Lewis in versione rock and roll/rockabilly datata 1957.

## Il brano
Le origini della canzone sono controverse, anche se la composizione viene generalmente accreditata al cantautore Dave "Curlee" Williams, e al pianista James Faye "Roy" Hall. Hall raccontò: 
(James Faye "Roy" Hall)
 Il 21 marzo 1955, Big Maybelle fece la prima incisione del brano per la Okeh Records. In questa occasione, la composizione venne accreditata a D. C. Williams, e il disco fu prodotto da Quincy Jones. Roy Hall registrò la traccia nel settembre 1955 per la Decca Records sostenendo di esserne il vero autore e di possederne i diritti legali sul copyright sotto lo pseudonimo "Sunny David". Tuttavia, una copia di prova della Decca dell'incisione di Hall, indica Dave Williams come unico autore del brano. Nel documentario Pop Chronicles, Jerry Lee Lewis attribuisce erroneamente la canzone a Big Mama Thornton. Tutte le successive incisioni della canzone (inclusa quella di Lewis per la Sun Records) elencano coma compositori del pezzo sia Sunny David che Dave Williams .

## Versione di Jerry Lee Lewis
Lewis, che eseguiva abitualmente il pezzo in concerto, incise la canzone durante la sua seconda sessione di registrazione alla Sun Records nel febbraio 1957 e la pubblicò nel singolo Whole Lotta Shakin' Goin' On/It'll Be Me. Il singolo venne recensito nel numero di Billboard del 27 maggio 1957. Supervisionato dal produttore Jack Clement, Lewis alterò radicalmente l'originale, aggiungendo un propulsivo pianoforte boogie completato dall'energica batteria di J.M. Van Eaton. Lewis affermò a posteriori: «Sapevo che sarebbe stata un successo mentre la stavamo registrando».
Pubblicata su 45 giri con numero di catalogo Sun 267, il disco raggiunse la posizione numero 3 della classifica statunitense Billboard Hot 100 e la numero 1 nella classifica R&B. Il singolo raggiunse anche la vetta della classifica Hot Country Songs e la numero 38 in Gran Bretagna.
Il critico musicale statunitense Cub Koda definì la versione di Lewis un "classico del rock & roll", mentre Charles L. Ponce de Leon disse che il brano poteva essere ritenuto a pieno merito "l'inno definitivo del genere rockabilly". La versione di Lewis è stata inserita alla posizione numero 61 nella lista delle 500 migliori canzoni di sempre redatta dalla rivista Rolling Stone. Nel 2005, l'incisione di Lewis di Whole Lotta Shakin' Goin' On è stata scelta per la conservazione nel National Recording Registry dalla Biblioteca del Congresso degli Stati Uniti d'America.